# E. B. White
Elwyn Brooks White (11 de julio de 1899 - 1 de octubre de 1985) fue un escritor, ensayista y distinguido prosista estadounidense. Es muy conocido gracias a una guía de estilo para escritores, Los elementos del estilo (The Elements of Style en inglés), y por tres libros para niños que son considerados clásicos estadounidenses del género.

## Breve biografía
E. B. White nació en Mount Vernon, Nueva York y se graduó en Artes en la Universidad Cornell en 1921. Antes había sido repartidor de hielo y reportero del frente de batalla. Por varios años se desempeñó como escritor para el Seattle Times y el Seattle Post-Intelligencer y también trabajó como publicista. En 1924 regresó a la Ciudad de Nueva York.
En 1925 publicó su primer artículo en la para entonces recién fundada revista The New Yorker. En 1927 se unió a la planta de redactores. A lo largo de las siguientes seis décadas produjo una larga serie de ensayos, mientras que sus Notas y Comentarios (publicadas sin firma en la revista) fueron muy leídas a medida que la revista ganaba influencia. Gradualmente se convirtió en el más importante colaborador del The New Yorker cuando ésta era la más influyente revista literaria estadounidense. En este medio desarrolló las preocupaciones que acompañarían parte de su obra y su vida: el miedo a la guerra y a los fenómenos irracionales, el internacionalismo y el humor. Fue un escritor que abogaba por la paz.
En 1933 escribió un pequeño cuento de ciencia ficción, La supremacía del Uruguay, que a pesar de su calidad literaria inferior al resto de la obra de White, fue incluido en varias antologías. En esta narración, Uruguay conquista el mundo.
White también fue columnista para la revista Harper's entre 1938 y 1943.
A finales de los años 30, al convertirse en tío, empezó a escribir ficción para niños. Su primer libro para niños, Stuart Little (llevado no hace mucho al cine) fue publicado en 1945, y La Telaraña de Charlotte (en inglés Charlotte's Web) apareció en 1952. Ambas obras fueron aclamadas y en 1970 obtuvieron conjuntamente la Medalla Laura Ingalls Wilder, un importante premio estadounidense en el campo de la literatura para niños. El mismo año, White publicó su tercera novela para niños, La Trompeta del Cisne (The Trumpet of the Swan). En 1973, ésta recibió el Premio Seqouyah de Oklahoma y el Premio William Allen White de Kansas.
En 1959 editó y actualizó el clásico The Elements of Style, un manual de estilo gramatical del inglés estadounidense escrito originalmente por William Strunk Jr. y publicado en 1918. Strunk había sido profesor de White en Cornell en los años posteriores a la Primera Guerra Mundial. Posteriores ediciones de The Elements of Style aparecieron en 1972, 1979 y 2000. Aún hoy es una herramienta para escritores y estudiantes estadounidenses.
En 1978 obtuvo un Premio Pulitzer especial por su obra. También recibió la Medalla Presidencial de la Libertad (Estados Unidos) en 1963 y la medalla de oro a los ensayos y críticas del Instituno Nacional (estadounidense) de Artes y Letras.
Fue admirado hasta la idolatría por personajes como Groucho Marx.
Murió el 1 de octubre de 1985 en su hogar en Maine.
El estilo de White es definido como el estereotipo del "Yanqui": torcido, reticente, reflexivo y culto. Se le consideró como un maestro de la lengua inglesa, reputado por su prosa clara, bien compuesta y cautivante.

### Ensayos
- One Man's Meat (1942), recopilación de la columna de Harper's
- The Wild Flag (1946)
- Once More to the Lake
- The Second Tree from the Corner (1954)
- The Points of My Compass (1962)
- Letters of E.B. White (1976, editado por D.L. Guth)
- The Essays of E.B. White (1977)
- Poems and Sketches of E.B. White (1981)
- Writings from The New Yorker, 1925-1976 (1990)

### Poesía
- The Fox of Peapack and other poems (1928)
- The lady is cold (1929)

### Novelas para niños
- Stuart Little (1945), llevada al cine en 1999
- Charlotte's Web (1952), llevada al cine en 1973 y una nueva versión de 2006
- The Trumpet of the Swan (1970), llevada al cine en 2001

### Otros
- Is Sex Necessary? (con James Thurber, 1929)
- Quo Vadimus? (1939)
- The Elements of Style (con William Strunk Jr., 1959) - 4ª edición ISBN 0-205-30902-X
- A Subtreasury of American Humor (1941), editado por E.B. White y su esposa Katharine S. Angell
- Here is New York (publicado en español como Esto es Nueva York).